# Sycorax andicola
Sycorax andicola är en tvåvingeart som beskrevs av Young 1979. Sycorax andicola ingår i släktet Sycorax och familjen fjärilsmyggor.
Artens utbredningsområde är Colombia. Inga underarter finns listade i Catalogue of Life.